# Ganglio pterigo-palatino
Il ganglio pterigo-palatino (o sfeno-palatino, o di Meckel) è un ganglio nervoso di forma triangolare, appiattita, situata nella fossa pterigo-palatina, al di sotto del tronco del nervo mascellare. Il ganglio è accessibile dalla cavità nasale attraverso il foro sfeno-palatino.

## Fibre del ganglio
- Le fibre parasimpatiche pregangliari derivano dal nucleo lacrimatorio dello Yagita  ed emergono dal tronco encefalico con il nervo faciale, che abbandonano a livello del suo ginocchio esterno assieme al nervo grande petroso; questo si unisce con in nervo profondo petroso originando il nervo pterigoideo (o vidiano) che arriva in fossa pterigo-palatina attraverso il canale omonimo.
- Le fibre parasimpatiche postgangliari entrano a far parte del nervo zigomatico e attraverso un ramo anastomotico con il nervo lacrimale raggiungono la ghiandola lacrimale che innervano. Altre sono destinate alla cavità nasale ed il palato per innervare le ghiandole nasali, palatine e vasi sanguigni.
- Le fibre ortosimpatiche arrivano dal plesso del nervo carotico interno, dal quale origina il nervo profondo petroso che unendosi al nervo grande petroso  (del faciale), forma il nervo vidiano. Le cui fibre non hanno contatto sinaptico con il ganglio. Si dirigono verso la ghiandola lacrimale, la cavità nasale ed il palato.
- Attraverso il ganglio passano anche fibre del nervo grande petroso, di carattere gustativo.